# راي تومسون
راي تومسون (بالإنجليزية: Ray Thompson)‏ هو لاعب دوري الرغبي أسترالي، ولد في 20 يناير 1990 في كيرنز في أستراليا.